# Домантас Сабонис
Домантас Сабонис (Портланд, Орегон, 3. мај 1996) литвански је кошаркаш. Игра на позицијама крилног центра и центра, а тренутно наступа за Сакраменто кингсе.
Син је Арвидаса Сабониса, бившег совјетског и литванског кошаркаша.

## Успеси

### Репрезентативни
- Европско првенство:  2015.

### Појединачни
- НБА ол-стар меч (3): 2020, 2021, 2023.
- Идеални тим НБА — трећа постава (2): 2022/23, 2023/24.
- Победник НБА такмичења у вештинама (1): 2021.